# Armes de destruction massive en Pologne
La Pologne ne possède actuellement plus d’armes de destruction massive. Pendant la guerre froide, des ogives nucléaires soviétiques étaient stockées en Pologne et destinées à être déployées au sein de l'Armée populaire polonaise. Après cette période, la Pologne a collaboré avec la Russie pour contribuer à éliminer d’importants stocks d'armes chimiques et biologiques développés lors du Pacte de Varsovie. La Pologne a ratifié le Protocole de Genève le 4 février 1929 .

## Armes chimiques
La Pologne a ratifié la Convention sur les armes chimiques en août 1995 et a déclaré ne posséder aucun programme en désaccord avec la convention, ni stock d'armes chimiques. En 2004, lors du sommet du G8, un accord polono-russe sur la destruction des armes chimiques a été conclu. Cet accord aidera la Russie à se débarrasser de ses stocks inutilisés.

## Armes biologiques
La Pologne a ratifié la Convention sur les armes biologiques (CAB) le 25 janvier 1973 et n’a à ce jour pas connaissance d’avoir mené une quelconque activité interdite par la CAB.

## Armes nucléaires

### Ogives nucléaires soviétiques

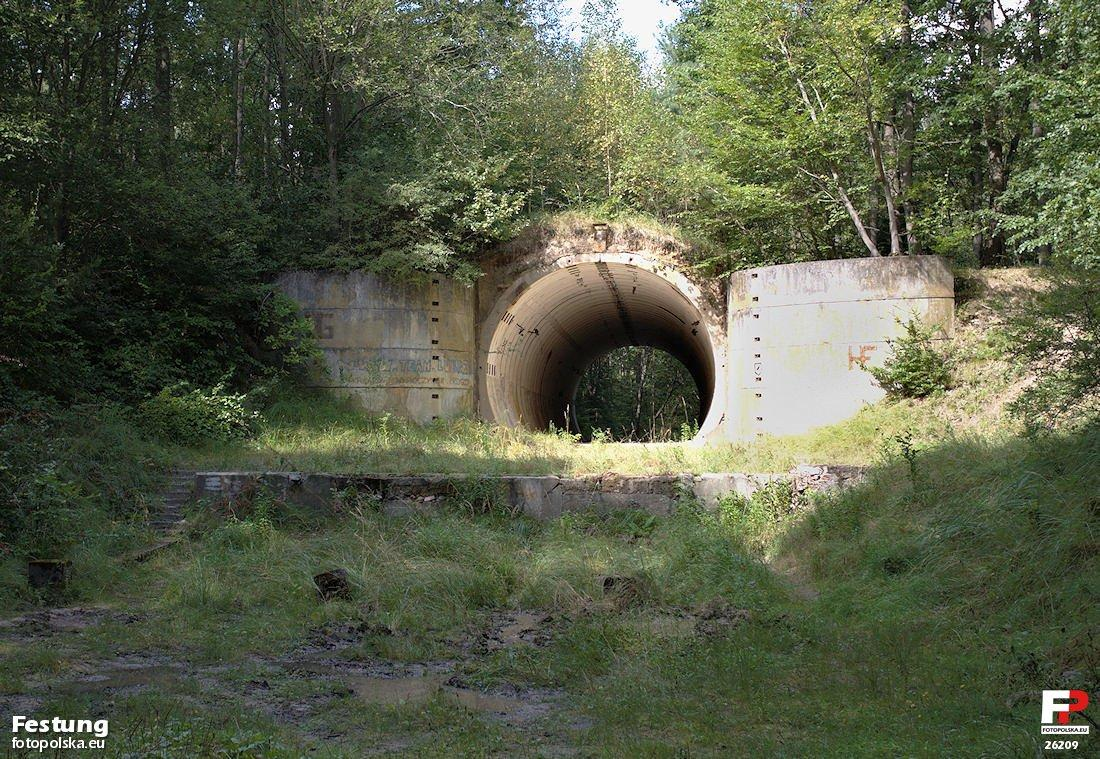
Site de stockage soviétique d'armes nucléaires à Templewo

La Pologne a possédé quelque temps des armes nucléaires soviétiques sur son sol. Auparavant, la Pologne faisait partie du Pacte de Varsovie, cela signifie que l'Armée populaire polonaise était équipée d'avions soviétiques (tels que des MiG-21, Su-7 et Su-22), ainsi que de missiles balistiques à courte portée (tels que des R-300 Elbrus, 9K52 Luna-M et OTR-21 Tochka) qui pouvaient être utilisés pour transporter des ogives nucléaires soviétiques . En 1991, la Pologne a annoncé qu'elle retirerait les systèmes de vecteurs à capacité nucléaire de son inventaire d'armes. Elle a décidé à l’époque de conserver environ 40 des systèmes OTR-21 Tochka armés d'ogives conventionnelles pour son autodéfense personnelle. Ces lanceurs sont aujourd’hui complètement démantelés.
Dès le début des années 1960, des armes nucléaires furent stockées sur des bases des forces armées soviétiques pour leur propre usage, en réponse au déploiement d'armes nucléaires par les États-Unis en Europe occidentale à partir du milieu des années 1950. En 1967, le programme Vistule fut approuvé pour la construction d'installations de stockage afin que les armes nucléaires soviétiques puissent être mises à la disposition des forces polonaises en cas de guerre, reflétant le concept de partage nucléaire de l'OTAN. Trois sites de stockage furent achevés fin 1969, dans des forêts proches des villages de Brzeźnica-Kolonia, Podborsko et Templewo, dans l'ouest de la Pologne. Cependant, la procédure de transfert d'ogives nucléaires aux forces polonaises ne fut jamais définie en détail, ce qui permit à l'Union soviétique d'interpréter l'accord comme elle le souhaitait et il est possible qu'elle ait eu l'intention de ne jamais en transférer. En 1990, l'accord cessa d'être en vigueur après un préavis d'un an, et les armes nucléaires furent probablement retirées de Pologne,.

### Guerre russo-ukrainienne
Au lendemain de l'invasion russe de l'Ukraine en 2022, plusieurs responsables politiques polonais ont proposé que la Pologne héberge des armes nucléaires dans le cadre du programme de partage nucléaire de l'OTAN. Jarosław Kaczyński, chef du parti alors au pouvoir en Pologne, a déclaré souhaiter que la Pologne se dote elle-même de l'arme nucléaire, tout en reconnaissant que cela était « irréaliste ».
Le 7 mars 2025, le Premier ministre Donald Tusk a annoncé que la Pologne avait entrepris des « discussions sérieuses » avec la France pour s'appuyer sur la protection offerte par le parapluie nucléaire français.